# عارف یونس
عارف یونس (انگلیسی: Arif Yunus؛ زادهٔ ۱۲ ژانویهٔ ۱۹۵۵) پدیدآور، تاریخ‌نگار، و کنشگر حقوق بشر اهل جمهوری آذربایجان است.

## زندگی‌نامه
عارف در شهر باکو به دنیا آمد. پدرش تات(پارسیان قفقار) و مادرش آذری بود. او در دانشگاه باکو تحصیل کرد و در سال ۱۹۸۱ فارغ‌التحصیل شد.
عارف در سال ۱۹۸۶ دکترای خودرا گرفت و در سال ۱۹۹۲ در دفتر ریاست جمهوری آذربایجان شروع به کار کرد.
عارف یونس بیش از ۳۰ کتاب و ۱۹۰ مقاله در مورد تاریخ آذربایجان و روابط آذربایجان - ارمنستان انتشار داده‌است.